# PD手帳
PD手帳（ピーディーてちょう）は、1990年5月から放送が開始された文化放送 (MBC) の調査報道番組。“PD”はProDucerで「プロデューサー」のこと（日本でも使われる省略形）。2007年11月3日からそれまでの録画放送が生放送になったが、2008年8月から再び録画放送になった。過去に視聴者からの抗議や政府からの中止要請で放送が中断されたり、休止することもあった。
1990年5月に放送を開始し、放送回数は2014年7月1日に1000回目に達した。2004年12月に第9回アジア・テレビジョン・アワードで時事部門の最優秀作品賞を受賞した。日曜夜の「時事マガジン2580（시사매거진 2580）」とともにMBCを代表する調査報道番組である。

## エピソード

### 黄禹錫疑惑報道の経緯
PD手帳は、ソウル大学校教授（当時）黄禹錫（ファン・ウソク）グループのES細胞論文に対する疑問を最初に提起した番組としても知られる。捏造疑惑を放送した後、放送内容や取材手法をめぐってMBCに抗議が殺到し、デモが行われるほどの事態となった。この余波で一時は放送休止に追い込まれていたが、2006年1月3日に放送を再開した。
- 2005年11月22日 - PD手帳が「ファン・ウソク神話の卵子疑惑」と題して卵子売買をスクープ。
- 11月下旬 - 「国益を損じた」としてPD手帳のスポンサーに対して韓国国内で不買運動がスタート、全スポンサーが降板。MBCに対し「国益を損なった歪曲報道を謝罪せよ」とのデモが行われる。
- 11月26日 - MBC本社前で午後4時から2時間に渡り抗議のろうそくデモが行われる。
- 12月2日 - 6日のPD手帳第二弾追及特集の放送を前に、取材に協力したピッツバーグ大学所属の研究員が「MBCに圧迫的な取材を受けた」と説明、PD手帳の取材倫理が問われる事態になる。しかし、黄禹錫チームから研究員へ5万ドルの口止め料とも取れる大金が渡っていたことが後で判明。
- 12月4日 - PD手帳の責任者を刑事処罰せよとの抗議運動で韓国最高検察庁のサーバがダウン。
- 12月7日 - MBC、PD手帳の放送を中断。
- 12月15日 - MBC、突如午後10時に特別番組「特集 PD手帳はなぜ再検証を要求したのか」を放送。これまで報道できなかった内容を追加で放送した。
- 12月23日 - 中断されていたPD手帳が1月3日から再開させると発表。
- 2006年1月3日 - PD手帳放送再開。テーマは「幹細胞神話の真実」。

### 狂牛病問題報道の経緯
米国産牛肉の輸入再開に合意したことを受け、2008年4月29日に「緊急取材！　米国産牛肉、狂牛病から守られているか」と題し、狂牛病に関する内容を放送したが、この中で「韓国人は遺伝子的に狂牛病にかかりやすい」、「狂牛病の主な症状はすわりこむことだ（いわゆる“へたり牛”）」等と報じ、韓国国内で大規模な反米・反政府デモが起こるなどの影響をもたらした。しかし放送内容に捏造や誇張があったことが明らかとなり、MBCは謝罪放送を行った。
- 2008年4月29日 - 「緊急取材！　米国産牛肉、狂牛病から守られているか」を放送。
- 2008年5月13日 - 再度狂牛病に関する報道を行う。
- 2008年5月19日 - 言論仲裁委員会によって、訂正放送を命令される。これを不服としたMBCはソウル南部地方裁判所に提訴する。
- 2008年7月19日 - 放送通信審議委員会により、「視聴者への謝罪命令」という懲戒処分が下される。
- 2008年7月29日 - 検察庁が｢『PD手帳』の番組内容は、取材を行った事実とは異なる意図的な歪曲・誇張編集が19カ所にわたり行われた」と発表。
- 2008年7月31日 - ソウル南部地方裁判所で訂正放送を命じる判決が出される。
- 2008年8月1日 - PD手帳側が検察の発表に反論する記者会見を行う。
- 2008年8月12日 - MBCが放送通信審議委員会の命令に従い、謝罪放送を行う。この謝罪放送を阻止しようとMBCの労組が主調整室の前を占拠する騒ぎも起こる。
- 2008年8月13日 - チーフプロデューサーのチョ・ヌンヒとディレクターのソン・イルジュンが異動となる。

### 国家情報院と日本の保守団体との癒着問題
2021年8月、国家情報院と日本の「国家基本問題研究所」の癒着を報じた。情報提供者によれば、韓国の“愛国者”と日本の歴史修正主義者、それぞれの動きについて情報交換をしており、行動予定は互いの公安当局に筒抜けだったという。

### 世界平和統一家庭連合問題
2022年8月30日、「安倍、銃撃犯そして統一教」と題して、同年7月に日本で発生した安倍晋三銃撃事件並びに韓国発祥の宗教団体で日本の政治と密接な関係が指摘されている世界平和統一家庭連合（旧・統一教会）に関する特集を採り上げた。放送後、日韓の家庭連合信者達は偏向報道だとして、翌日8月31日にMBC本社前にて、約4,000人が抗議デモを行った。

## スタッフ
- 責任プロデューサー：崔昇浩（チェ・スンホ、1986年入社）